# Wilhelm Bennet
Wilhelm Bennet, född 1677 i Åbo, död 18 november 1740 i Malmö var landshövding i Hallands län 1728–1737 och i Malmöhus län 1737–1740. Han var även kommendant i Malmö. Han var ägare till godsen Belteberga, Rosendal och Ellinge och deltog vid slaget vid Poltava 1709, slaget vid Helsingborg 1710 och belägringen av Fredrikshald. Han gav order om Hallands landsbeskrivning.
Bennet var son till Jacob (James) Bennet och Christina Kinnemond. Han blev volontär 1694 och sergeant 1695. Vid slaget vid Klissov ska han ha räddat livet på Karl XII. Efter att han utmärkte sig vid belägringen av Toruń 1703 blev han regementskvartermästare. Han följde sedan Karl XII under fälttåget i Ryssland. 1709 blev han major vid Kronobergs regemente, och sändes samma år från Bender till Sverige med depescher och blev därefter överstelöjtnant i vid Upplands regemente. Under fälttåget i Skåne användes han av Magnus Stenbock för flera viktiga uppdrag och efter slaget vid Helsingborg blev han överste. 1717 blev han generalmajor och chef för en avdelning av den av Karl XII inrättade generalstaben. Efter Karl XII:s död var det han som sändes å krigsbefälets vägnar till Ulrika Eleonora, och han var troligen den som övertalade henne att avstå från enväldet. 1719 upphöjdes han i friherrligt stånd. Hans hustru Magdalena Barnekow dog den 30 december 1755 på Belteberga.
Wilhelm Bennet var en engagerad riksdagsman. Vid riksdagarna 1731 och 1734 fortsatte han Hugo Weili kamp för att utsocknes frälsehemman skulle befrias från båtsmansrotering. Han kämpade även för att vissa hemman som degraderats från insocknes till utsocknes hemman skulle återfå sin tidigare kamerala natur och lyckade få stöd bland huvuddelen av Riddarhusets adelsmän. Bennet fick även vitsord från de halländska bondeståndets riksdagsledamöter för att han sedan han blivit landshövding gjort resor genom landskapet och försökt sätta sig in i böndernas villkor. Bennet drev även på för att underlätta för de halländska kronobönderna att skattköpa sina hemman. En av Bennets viktigaste frågor var dock att återinföra den nordhalländska bondeseglationen som upphävts 1723.
Wilhelm Bennet har givit namn åt Bennets väg i Rosengård.